# Ange gardien (film)
Pour plus de détails, voir Fiche technique et Distribution.
Ange gardien (Andjeo čuvar) est un film yougoslave réalisé par Goran Paskaljević, sorti en 1987.

## Synopsis
Dragan, journaliste, enquête sur un trafic d'enfants tziganes.

## Fiche technique
- Titre original : Anđeo čuvar
- Titre français : Ange gardien
- Réalisation et scénario : Goran Paskaljević
- Costumes : Mira Čohadžić
- Photographie : Milan Spasić
- Montage : Olga Jovanović et Olga Skrigin (sr)
- Musique : Zoran Simjanović
- Pays d'origine : Yougoslavie
- Format : Couleurs - 35 mm
- Genre : drame
- Durée : 90 minutes
- Dates de sortie :
  - Yougoslavie : 13 mars 1987
  - France : 20 janvier 1988

## Distribution
- Ljubiša Samardžić : Dragan
- Jakup Amzić : Šajin Saitović
- Neda Arnerić : Mila
- Šaban Bajramović : le père de Šajin
- Esmeralda Ametović : fille prostituée
- Trajko Domirović : Moussa

## Sélection
- Festival de Cannes 1987 : section Quinzaine des réalisateurs